# Eskil Ervik
Eskil Ervik (Trondheim, 11 de enero de 1975) es un deportista noruego que compitió en patinaje de velocidad sobre hielo.
Ganó una medalla de bronce en el Campeonato Mundial de Patinaje de Velocidad sobre Hielo de 1999 y una medalla de bronce en el Campeonato Mundial de Patinaje de Velocidad sobre Hielo en Distancia Individual de 2005. Además, obtuvo dos medallas de plata en el Campeonato Europeo de Patinaje de Velocidad sobre Hielo, en los años 2000 y 2006.
Participó en dos Juegos Olímpicos de Invierno, en los años 2002 y 2006, ocupando el cuarto lugar en Turín 2006, en la prueba de persecución por equipos.

## Palmarés internacional
| Campeonato Mundial                         | Campeonato Mundial | Campeonato Mundial | Campeonato Mundial      |
| Año                                        | Lugar              | Medalla            | Prueba                  |
| ------------------------------------------ | ------------------ | ------------------ | ----------------------- |
| 1999                                       | Hamar (Noruega)    | Medalla de bronce  | Clasificación general   |
| Campeonato Mundial en Distancia Individual |                    |                    |                         |
| Año                                        | Lugar              | Medalla            | Prueba                  |
| 2005                                       | Inzell (Alemania)  | Medalla de bronce  | Persecución por equipos |
| Campeonato Europeo                         |                    |                    |                         |
| Año                                        | Lugar              | Medalla            | Prueba                  |
| 2000                                       | Hamar (Noruega)    | Medalla de plata   | Clasificación general   |
| 2006                                       | Hamar (Noruega)    | Medalla de plata   | Clasificación general   |